# Franca Grisoni
Franca Grisoni (Sirmione, 1945) è una poetessa italiana.
Scrive liriche d'amore in bresciano.

## Biografia
Ha iniziato a scrivere nel dialetto di Sirmione, sua città natale e dove vive ancora. Ha esordito con la raccolta dialettale La böba nel 1986, con la quale ha vinto, nel 1987, il premio Bagutta nella sezione "opera prima"; nello stesso anno pubblica El so che té se te, opera vincitrice del premio Empoli. Nel 1988 la terza raccolta di Franca Grisoni, intitolata L'oter, è accolta da Einaudi nella collana Collezione di poesia, con introduzione di Franco Brevini.
Nel 1997 con De chi vince il premio Viareggio, mentre il volume L'ala le fa vincere nel 2005 il premio nazionale di poesia "Biagio Marin"; nel 2009 le è stato conferito il premio Salvo Basso.
Nel 2008 è stata raccolta per la prima volta la sua intera produzione nel volume Poesie, contenente anche la raccolta inedita Fiat, con prefazione di Pietro Gibellini.
Scrive anche per riviste e per Il Giornale di Brescia.

## Opere
- La böba, San Marco dei Giustiniani, 1986
- El so che té se te, Pananti, 1987
- L'oter, Einaudi, 1988
- Ura, Pegaso, 1993
- De chi, Scheiwiller, 1997
- La giardiniera, Centro Studi Franco Scataglini, 1998
- L'ala, Liboà, 2005
- Nel tempo di Mattioli, L'obliquo, 2007
- Passiù. Passione, L'obliquo, 2008
- Compagn, Morcelliana, 2012
- Croce d'amore. Crus d'amur.Passione in versi ispirata dai capolavori del Romanino, a cura di Giuseppe Langella, Fabio Larovere, Interlinea edizioni, 2016
- Alzheimer d'amore. Poesie e meditazioni su una malattia, Interlinea edizioni, 2017